# Corsa anglo-tedesca agli armamenti navali

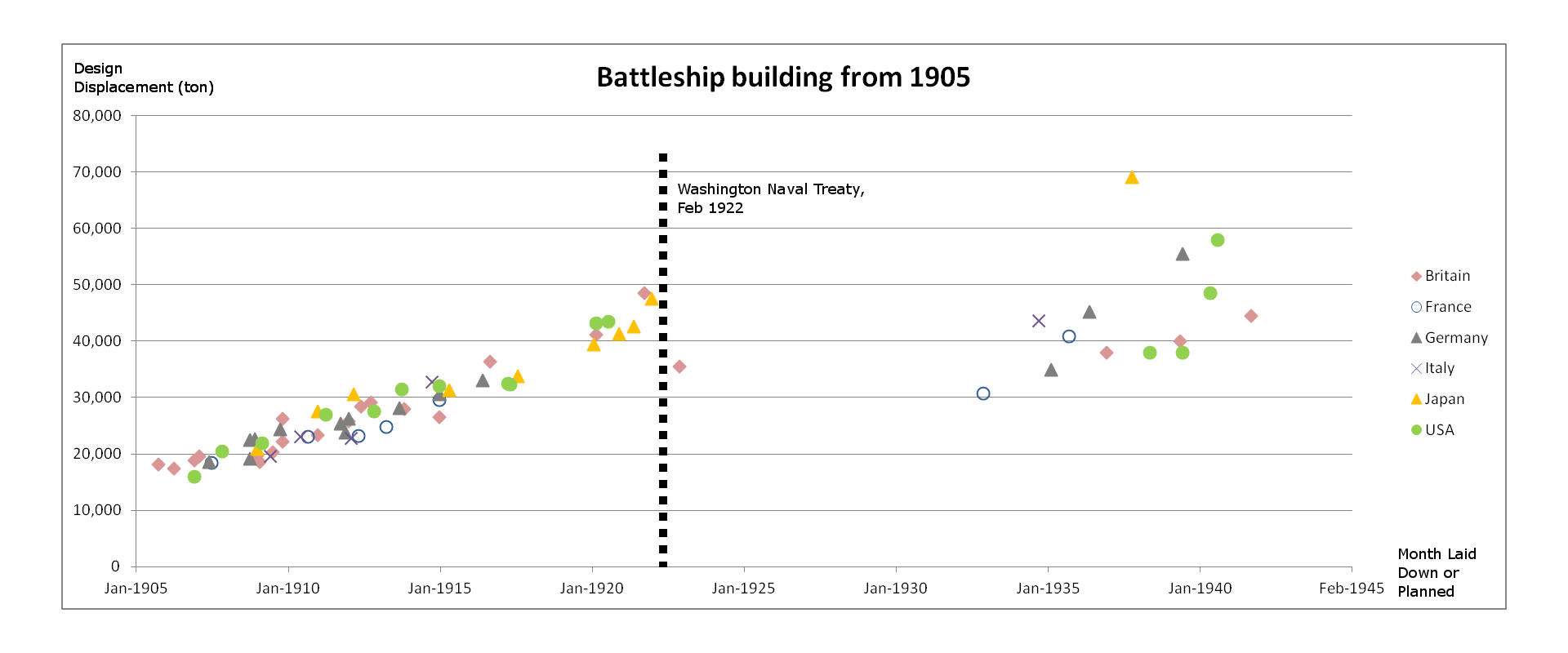
Grandezza e potenza delle navi da guerra crebbero rapidamente prima, durante e dopo la prima guerra mondiale: fu il risultato di una corsa agli armamenti navali tra le principali potenze navali europee tra cui Regno Unito e Germania, il che portò alla fine ad approvare il Trattato navale di Washington e del Trattato di Versailles

La corsa agli armamenti tra il Regno Unito e l'Impero tedesco che interessò l'ultimo decennio del XIX secolo e che perdurò sino all'avvento della prima guerra mondiale nel 1914 fu una delle cause del conflitto. La base furono le relazioni bilaterali che erano peggiorate nel corso degli anni, ma la vera e propria corsa agli armamenti iniziò ad opera dell'ammiraglio tedesco Alfred von Tirpitz nel 1897 per creare una flotta in potenza tale da costringere la Gran Bretagna a fare delle concessioni diplomatiche alla Germania; Tirpitz non era intenzionato con la Marina imperiale tedesca a sconfiggere la Royal Navy.
Col supporto del kaiser Guglielmo II, Tirpitz iniziò a far approvare serie di leggi per costruire un sempre crescente numero di grandi navi da guerra. La costruzione della HMS Dreadnought nel 1906 spinse Tirpitz a incrementare ulteriormente il numero di navi prodotte dalla Germania. Mentre alcuni osservatori non si capacitavano dell'espansione navale tedesca, l'allarme non divenne generale sino al 1908. L'opposizione pubblica e politica inglese richiese al governo liberale di confrontarsi direttamente con la Germania costruendo delle navi a sua volta nel 1910, intensificando così la corsa alle armi.
Mantenendo l'esercito più grande dell'europa e la seconda marina del continente, la Germania aveva in ciò delle spese spaventose. Theobald von Bethmann-Hollweg, cancelliere tedesco dal 1909, portò avanti una politica di détente, ovvero distensione, con gli inglesi per alleviare la pressione fiscale e focalizzarsi sulla rivalità con la Francia. Con Bethmann-Hollweg, ed in particolare dal 1912 in poi, la Germania abbandonò la corsa agli armamenti e si dedicò alla pirateria commerciale condotta tramite i nuovi sottomarini.

## Antefatto
Il Regno Unito aveva la più grande marina al mondo. La politica di difesa inglese era volta ad assicurarsi che la marina inglese fosse almeno una delle due principali al mondo," come delineato nella teoria del "two-power standard". L'economia inglese era dipendente dall'abilità delle sue navi di reperire materiale grezzo dalle colonie oltremare e di esportare poi prodotti finiti. Nel 1900, il 58% delle calorie giornaliere consumate dalla popolazione inglese proveniva d'oltremare, il che significava che l'impossibilità di libera azione sul mare avrebbe portato ben presto lo stato alla mancanza di cibo o persino alla carestia. Ancor prima dello scontro indiretto con la Germania, i capi politici e militari inglesi si erano interrogati sulle potenziali e catastrofiche conseguenze economiche, sociali e politiche di tali sconvolgimenti. Preoccupati di queste incapacità, gli inglesi inventarono il genere della letteratura d'invasione che ebbe inizio nel 1871 e rimase popolare sino alla prima guerra mondiale, influenzando pesantemente l'opinione pubblica.

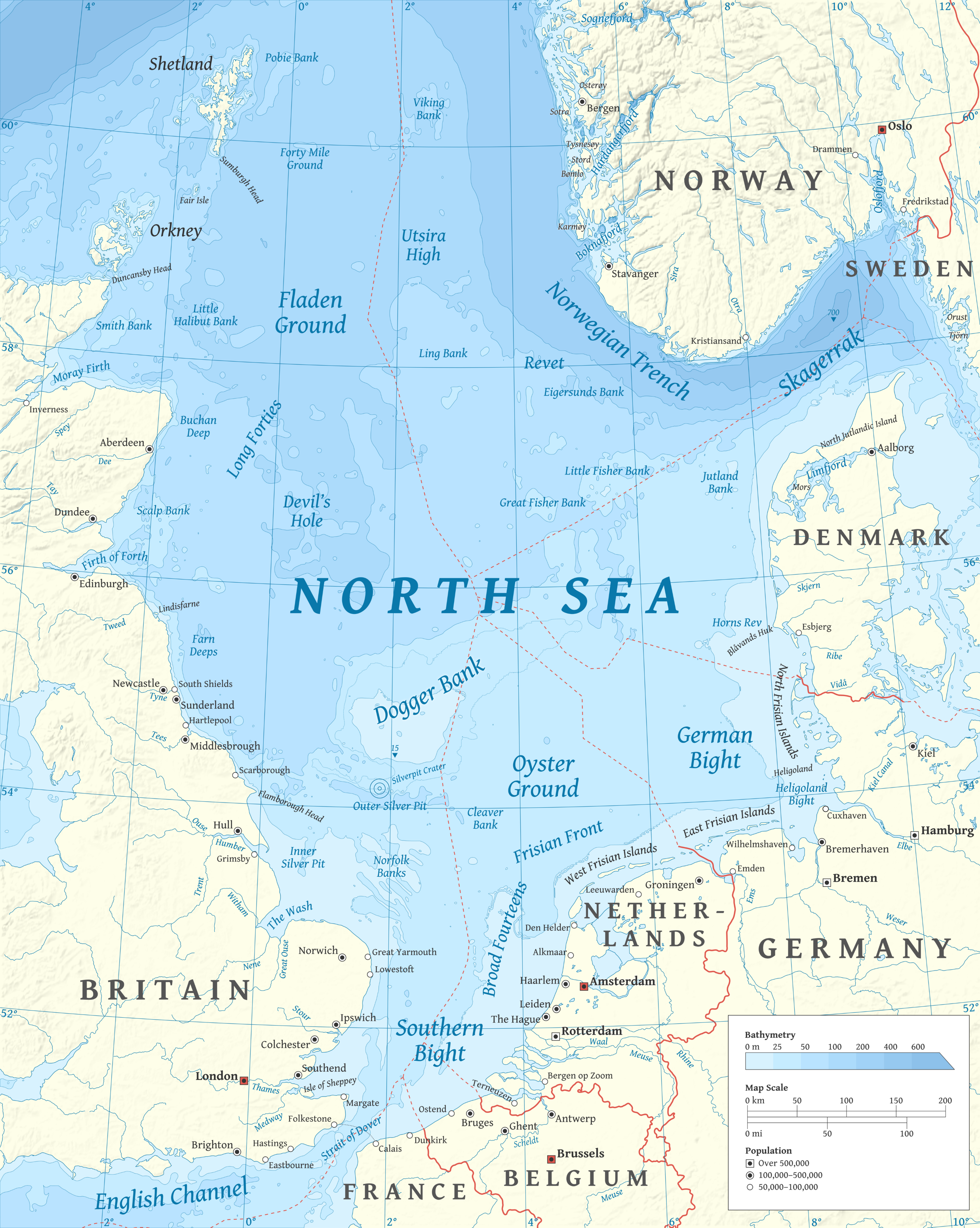
Il Mare del Nord

Il primo cancelliere tedesco Otto von Bismarck aveva saggiamente guidato le relazioni estere della Germania senza che questa attaccasse direttamente alcuna altra potenza europea. Dopo il suo licenziamento nel 1890, la politica estera della Germania assunse un profilo più aggressivo, imperniato sul consolidamento della Triplice Alleanza con Impero austro-ungarico e Regno d'Italia. Friedrich von Holstein dell'ufficio per gli Affari Esteri della Germania convinse il nuovo cancelliere, Leo von Caprivi, a non rinnovare il Trattato di controassicurazione con l'Impero russo nel 1890. Bismarck aveva disegnato il Trattato di controassicurazione per evitare che la Russia stringesse un'alleanza con la Francia; i russi erano del resto alla ricerca di alleati che potessero aiutarli a finanziare i loro enormi debiti accumulati e pertanto anni dopo siglarono l'alleanza franco-russa. Holstein aveva sperato che la fine del Trattato di controassicurazione avrebbe ravvicinato la Germania al Regno Unito, il quale stava competendo con Russia e Francia, ma ciò non avvenne. Dal 1890 al 1897, la Germania fu combattuta tra politiche pro-inglesi e pro-russe, riflettendo l'incoerenza della leadership tedesca.
Nel 1890, lo storico navale statunitense Alfred Thayer Mahan pubblicò The Influence of Sea Power upon History, una delle opere più significative nell'ambito della strategia navale. Mahan aveva compreso come il potere navale fosse un fattore decisivo per le nazioni più potenti per imporre la loro volontà su quelle più deboli, e che il modo migliore per farlo fosse quello di ingaggiare una battaglia su vasta scala tra flotte. Al tempo, la Marina imperiale tedesca aveva dato il via alla teoria delle razzie commerciali come strategia navale, ma il dibattito acceso da Mahan ebbe un'enorme influenza sul successivo pensiero inglese e tedesco. Tradotta in tedesco, una copia del libro venne posta a bordo di ogni vascello tedesco. Il kaiser Guglielmo II sottoscrisse pubblicamente le idee di Mahan dopo aver letto il suo libro nel 1894 e chiese il consenso del Reichstag per approvarle in Germania.

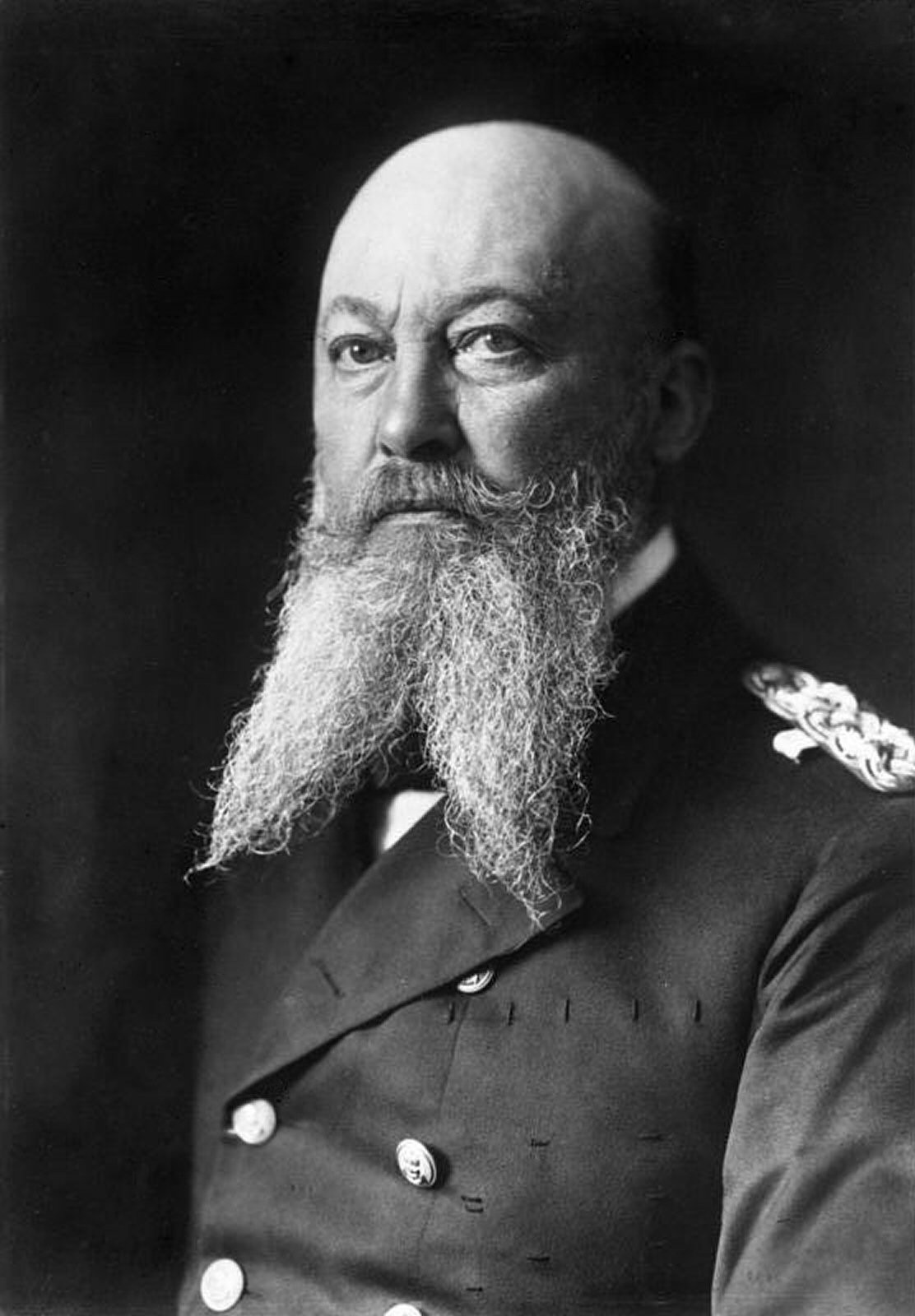
L'ammiraglio tedesco Alfred von Tirpitz fu il principale architetto della strategia per la creazione di una "flotta in potenza" per costringere il Regno Unito a fare delle concessioni diplomatiche alla Germania, a partire dal 1897

Il Reichstag finanziò quattro dei trentasei incrociatori richiesti da Guglielmo II nel solo anno 1895, ma nessun altro nei due anni successivi. Frustrato per questo, Guglielmo II richiamò Alfred von Tirpitz ai suoi doveri e lo nominò Segretario di Stato dell'Ufficio Navale della Germania imperiale nel 1897. Tirpitz era un sostenitore della politica nazionalista anti-inglese di Heinrich von Treitschke oltre che delle idee espresse da Alfred Thayer Mahan sulla supremazia delle flotte militari. Nel 1894, scrisse in un suo famoso memorandum la frase "Il proposito naturale di una flotta è l'offensiva strategica" abbandonando quindi sia il tema della razzia commerciale che quello della difesa costiera, dando l'idea che la marina tedesca dovesse prepararsi ad avere il proprio ruolo nelle marine del mondo. L'iniziativa tedesca venne promossa anche da un fatto accaduto nel marzo di quello stesso 1897 quando gli inglesi invasero il Transvaal dando inizio alla Guerra boera che minava anche l'economia tedesca e pertanto la Germania decise di intervenire nel conflitto nel Transvaal. Dal 1905 in poi, la marina inglese iniziò a pensare ad un blocco navale, parte della strategia inglese in tal senso.
Nel suo primo incontro con Guglielmo II nel giugno del 1897, Tirpitz disse che la Germania avrebbe dovuto confrontarsi direttamente con la Gran Bretagna per assicurarsi il proprio posto tra le potenze europee. Egli delineò inoltre una strategia che seguirà per molti anni: costruire una potente marina militare tedesca forte abbastanza da poter fronteggiare gli sforzi di Gran Bretagna, Francia e Russia per schiacciarla, ovvero una forma di "flotta in potenza" come proposta dallo scritto di Mahan. Tirpitz calcolò che dal momento che la Gran Bretagna sarebbe stata impegnata a difendere i propri possedimenti in tutto il mondo, le navi tedesche avrebbero potuto piazzarsi con facilità "tra Heligoland ed il Tamigi." Sia Tirpitz che Bernhard von Bülow, che era all'epoca Segretario di Stato agli Affari Esteri e rimase in tale carica sino al 1900 divenendo poi cancelliere egli stesso sino al 1909, calcolarono che una volta che la Germania si fosse dotata di una propria marina competitiva la Gran Bretagna non avrebbe potuto interferire senza porsi essa stessa in pericolo e quindi sarebbe stata costretta a negoziare con la Germania da pari a pari, se fosse stato necessario anche rinunciando al proprio "splendido isolamento".

## Le leggi navali tedesche (1898–1912)
In accordo con l'entusiasmo di Guglielmo II per l'espansione della marina tedesca e la visione strategica di Tirpitz, cinque leggi navali vennero varate nel 1898, nel 1900, nel 1906, nel 1908 e nel 1912, espandendo notevolmente le dimensioni e la potenza della flotta tedesca. L'aspettativa tedesca era quella di costituire una flotta grande almeno come i due terzi di quella inglese.
La prima legge passò nel marzo del 1898 dopo un'apposita campagna di promozione condotta dallo stesso Guglielmo II, da Tirpitz e da von Bülow. La legge propose la costruzione di undici navi da guerra nel giro dei successivi sette anni. La Gran Bretagna non si preoccupò particolarmente di questa legge, sapendo di avere ancora una marina di potenza e portata ben superiori rispetto a quella tedesca. Ad ogni modo, dal novembre del 1898 Tirpitz aveva iniziato a lavorare ad un piano per raddoppiare le dimensioni della flotta con la creazione tra gli altri di quarantacinque incrociatori corazzati, piano che presentò al kaiser nel settembre del 1899. Il periodo storico era ideale dopo lo scoppio della Seconda guerra boera che avrebbe impegnato l'attenzione della Gran Bretagna in Africa anziché in Europa; il Reichstag approvò la seconda legge navale nel giugno del 1900.

### Il caso dellaHMS Dreadnought

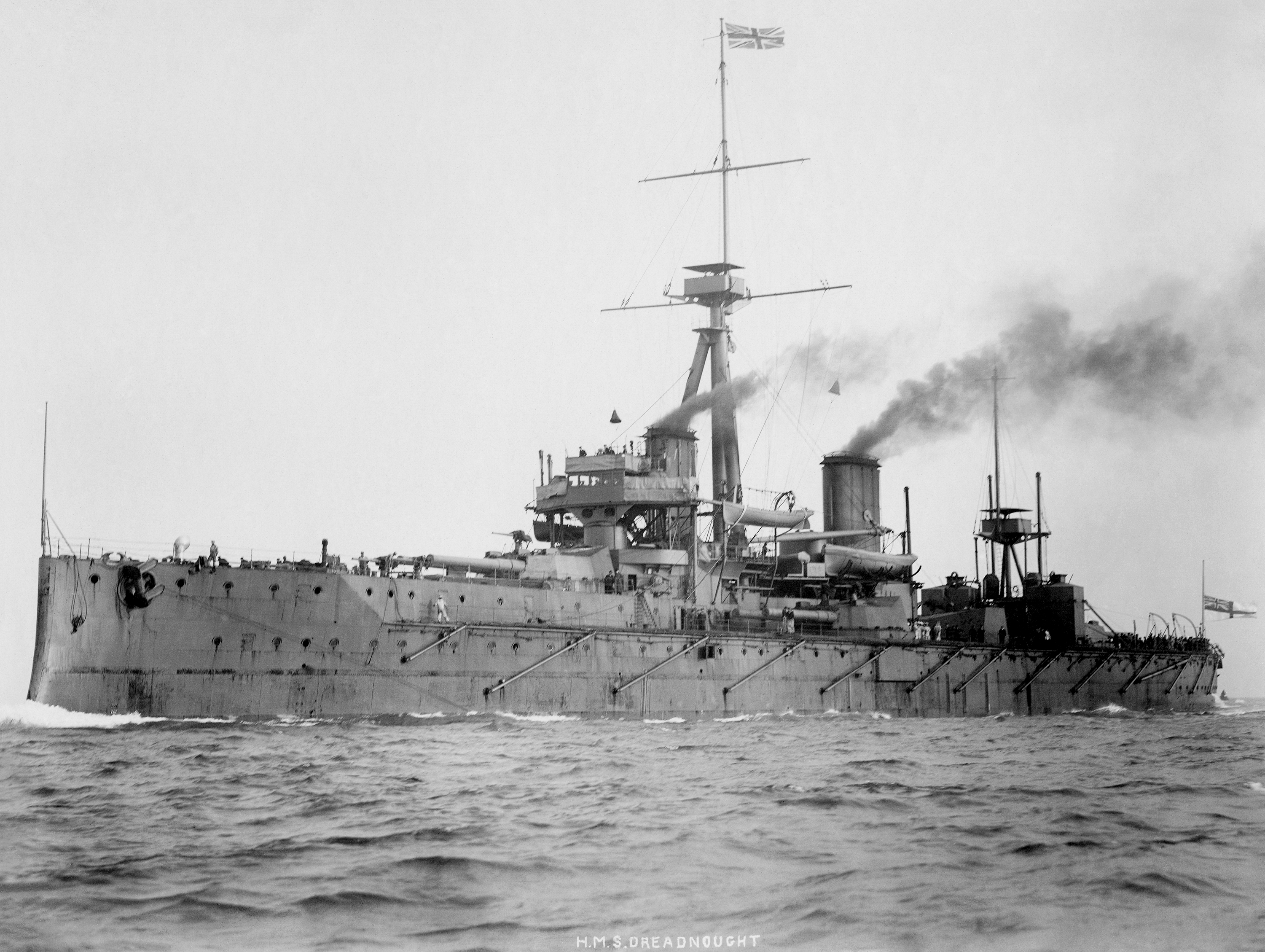
La HMS Dreadnought aveva la capacità bellica di due o tre navi da guerra ordinarie.

Il passaggio della seconda legge navale in Germania incrementò i timori dell'Inghilterra. Nel 1902, il Primo lord dell'ammiragliato Selborne, la controparte inglese di Tirpitz, disse ai suoi colleghi di gabinetto che la marina tedesca stava procedendo nelle sue costruzioni con un occhio certamente all'Inghilterra. Selborne venne succeduto come Primo lord dell'ammiragliato da John Fisher il quale riorganizzò completamente la Royal Navy riportando gran parte della forza navale inglese presso le coste della madrepatria. Predispose inoltre una commissione per sviluppare una nuova tipologia di super-nave da guerra, alla luce delle indicazioni emerse nel maggio del 1905 con la Battaglia di Tsushima, nel contesto della guerra russo-giapponese, in cui le navi da guerra allora dominanti avevano mostrato i loro limiti e messo in luce nuovi criteri di efficacia di armamenti e corazzature. La HMS Dreadnought venne lanciata appena quattordici mesi dopo il lancio del suo progetto. Jane's Fighting Ships notò come la HMS Dreadnought fosse equivalente a due o tre navi da battaglia ordinarie.

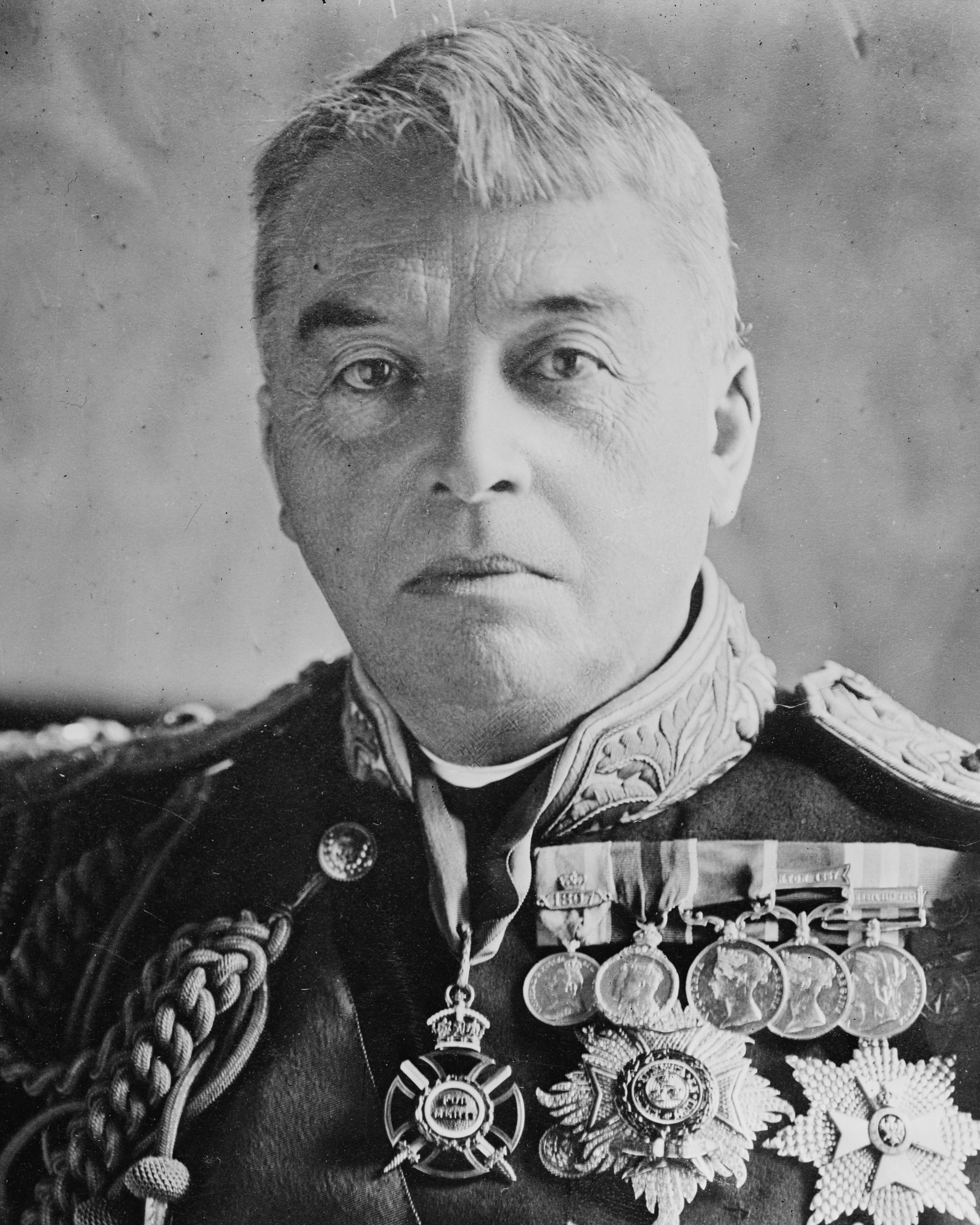
Jacky Fisher, First Sea Lord dal 1904 al 1910, guidò il disegno del progetto della nuova dreadnought e riorganizzò la Royal Navy per proteggere la madrepatria.

All'inizio del 1905, l'attaché navale tedesco in Gran Bretagna riportò a Tirpitz il fatto che gli inglesi stessero pianificando l'idea di una nuova classe di navi da battaglia. In quell'estate, Tirpitz consultò i propri consiglieri; nell'autunno, decise che la Germania avrebbe anch'essa sviluppato piani simili. Gli studiosi evidenziano come la decisione tedesca sia apparsa incoerente al punto che Tirpitz prese la decisione senza consultare né il cancelliere, né il ministro degli esteri, né quello del tesoro e nemmeno gli uffici navali preposti: contarono solo l'Alto Comando della Marina imperiale tedesca ed il Gabinetto Navale. Fu lui del resto a presentare la sua nuova legge navale al Reichstag, dirottando il 35% della spesa nella costruzione di due nuove dreadnought e di un incrociatore corazzato per ogni anno successivo. La proposta di legge incontrò una fiera opposizione in tutto lo spettro politico dal momento che questo avrebbe voluto dire incrementare il bilancio statale e richiedere quindi nuove tasse alla popolazione. Fortunatamente per la proposta di legge, la Conferenza di Algeciras che si concluse nell'aprile del 1906 dopo la Prima crisi marocchina infiammò il sentimento nazionalista tedesco contro Inghilterra e Francia e pertanto anche la terza legge navale tedesca poté passare senza particolari opposizioni nel maggio del 1906.
Guglielmo II e Tirpitz, tra gli altri capi tedeschi, vedevano nelle azioni degli inglesi un lavoro di concerto con Francia e Russia per accerchiare la Germania. Tirpitz sapeva che la Gran Bretagna aveva commesso un errore spendendo tanti denari nella costruzione delle sue nuove navi e che ben presto avrebbe realizzato i propri errori confrontandosi con la Germania. I capi tedeschi temevano inoltre una riproposta della battaglia di Copenaghen del 1807 dove gli inglesi avevano battuto clamorosamente la marina danese, considerata all'epoca una grande potenza marittima. Nel dicembre del 1904, nel picco delle tensioni della guerra russo-giapponese, si diffusero le voci secondo le quali il Giappone, alleato dell'Inghilterra, avrebbe attaccato con essa e dovette intervenire l'ambasciatore tedesco in Inghilterra, che si trovava a Berlino, per rassicurare Guglielmo e gli altri alti ufficiali di stato del fatto che la Gran Bretagna non stesse preparando alcun inizio di nuova guerra. Assieme alla paura, crebbe il sentimento nazionalista, fomentato in questo dalla critica dell'estrema destra alle politiche del Partito Socialista Democratico Tedesco che si opponeva alle alte spese militari ed incoraggiava relazioni estere pacifiche.
Nel 1906, il First Sea Lord Fisher dichiarò che la Germania era l'"unico probabile nemico" e che la Royal Navy avrebbe dovuto mantenere il doppio della forza della marina tedesca per poter competere adeguatamente. Così scrisse anche Eyre Crowe dell'Ufficio per gli Affari Esteri inglese scrisse in una nota del 1 gennaio 1907 al Segretario per gli Esteri, Edward Grey, chiedendo che fosse resa necessario anche riconoscere pubblicamente che la Germania stava tentando di ottenere l'egemonia dell'Europa. Egli disse inoltre che le azioni della Germania erano evidentemente il risultato di una politica strategicamente confusa, ma che questi tentativi erano stati giudicati irrilevanti dalla sicurezza nazionale inglese.

### La quarta legge (1908)

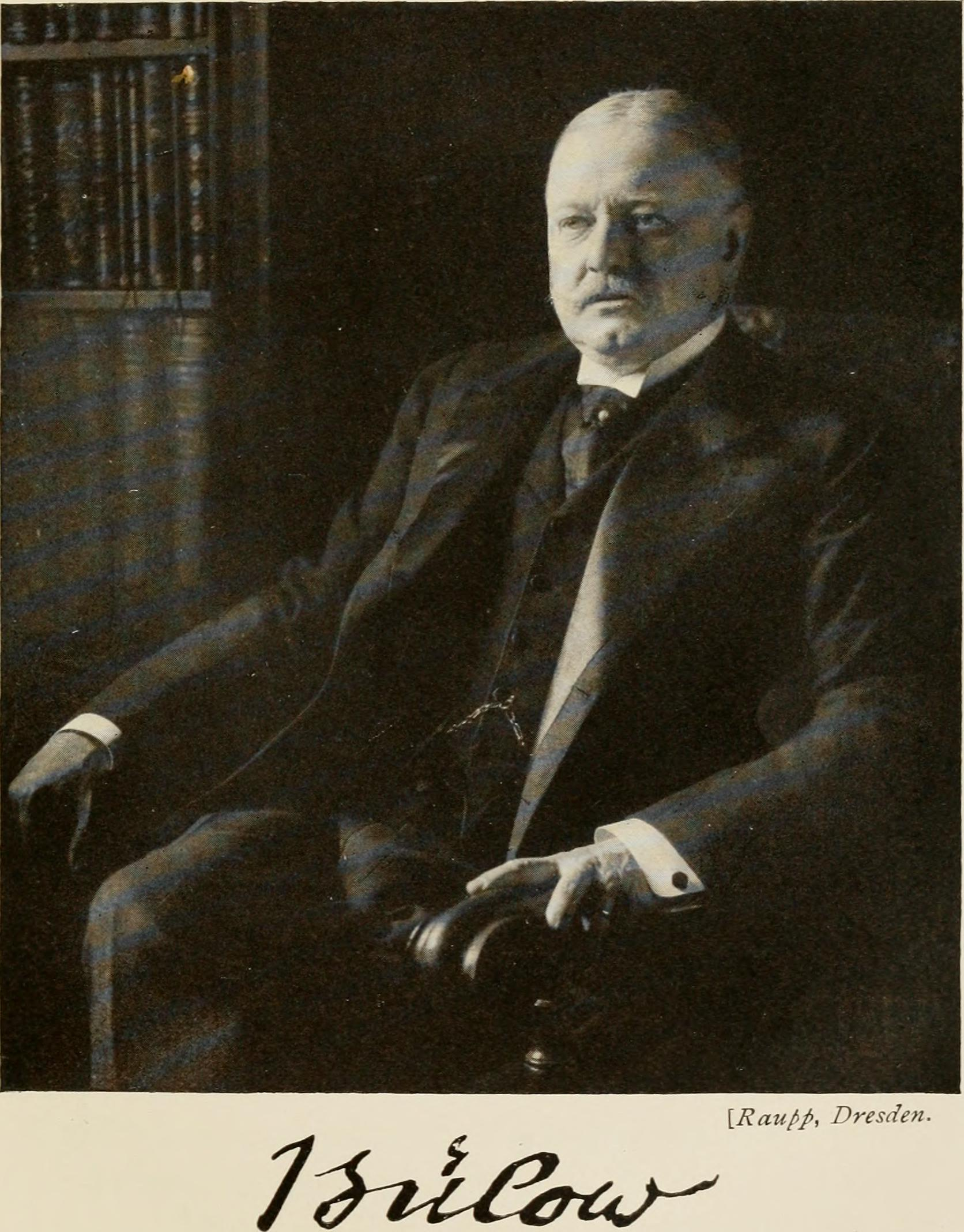
Bernhard von Bülow, cancelliere tedesco dal 1900 al 1909, inizialmente supportò il piano di Tirpitz ma divenne sempre più scettico per il peso che esso avrebbe avuto sulle finanze tedesche

Nel marzo del 1908, Tirpitz propose una quarta legge navale al Reichstag. Essa incrementava la produzione di nuove navi da guerra a tre per anno nei successivi quattro anni. La Germania avrebbe così raggiunto il numero di 21 dreadnoughts nel 1914. Tirpitz continuò a ritenere che gli inglesi non fossero allarmati dalle azioni tedesche ed assicurò il kaiser Guglielmo sul fatto che la nuova legge avrebbe "dato il massimo dell'impatto col minimo problema possibile".
Le tensioni si acuirono con la crisi bosniaca guidata dal cancelliere von Bülow, che era responsabile del reperimento dei fondi militari, che mise in discussione per primo il valore della strategia di Tirpitz, che aveva un costo elevato e pareva portare sempre più la Germania verso l'isolamento diplomatico. Il debito nazionale tedesco era raddoppiato tra il 1900 ed il 1908 ed il 90% della spesa del governo federale andava a finanziare il reparto militare. Von Bülow era sul punto di concludere che la Germania non poteva avere sia l'esercito più grande dell'Europa che la seconda marina d'Europa. L'ambasciatore tedesco a Londra, Paul Metternich, sottolineò come la costruzione di navi da guerra avesse contribuito ad alienare la Gran Bretagna dalla Germania, ma Tirpitz disse invece che tale conflitto era basato su ragioni economiche e non su questioni navali. Tirpitz inoltre disse che ormai la Germania aveva speso già troppi soldi per il programma navale per bloccarlo ad un punto morto. un aiutante di campo del kaiser chiese a von Bülow di non ridurre la spesa navale in quanto tale azione avrebbe reso Guglielmo II "molto triste." Di fronte alla prospettiva di un deficit finanziario ma incapace di confrontarsi direttamente col kaiser e soprattutto incapace di scontrarsi col Reichstag sull'imposizione di nuove tasse, von Bülow decise di dare le proprie dimissioni nel luglio del 1909.

### La reazione inglese
Al passaggio della legge navale tedesca del 1908, l'Inghilterra che sino a quel momento aveva ignorato le posizioni della Germania, iniziò qua e là a preoccuparsi di una possibile minaccia d'oltremare. Nel dicembre del 1907, l'ammiragliato aveva infatti proposto di ridurre la costruzione di navi da guerra a una dreadnought ed un incrociatore corazzato all'anno, in linea con le priorità del governo liberale di puntare su programmi sociali riducendo le spese extra come voluto dal nuovo primo ministro H. H. Asquith. Ad ogni modo, l'estate successiva alla legge del 1908, l'allarme sorse anche nel governo.

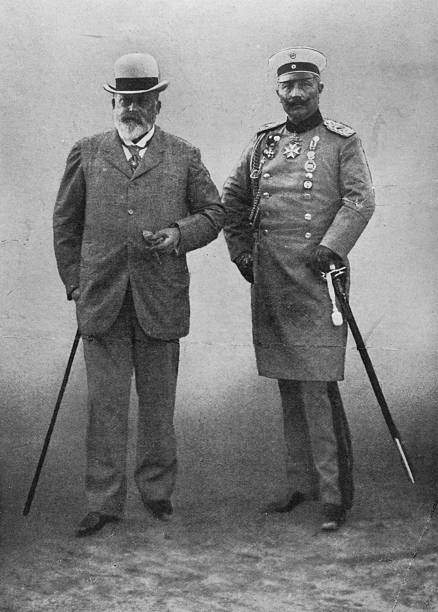
Re Edoardo VII ed il kaiser Guglielmo II a Berlino nel 1908 circa

Nell'agosto del 1908, re Edoardo VII si portò in visita a suo nipote Guglielmo a Kronberg. Si era fatto degli appunti sulla questione navale, ma decise di non utilizzarli in quanto questo avrebbe potuto urtare la delicata situazione diplomatica già in essere. Guglielmo disse al Sottosegretario degli Affari Esteri inglese Charles Hardinge che secondo la sua visione le relazioni tra Germania e Regno Unito erano piuttosto buone. Hardinge, pur cortesemente, si permise di dissentire, introducendo l'argomento della contestata corsa agli armamenti navali che altro non aveva fatto se non incrementare le tensioni tra i due paesi. Guglielmo replicò subito che non vi era ragione per gli inglesi di avere di questi timori e che le nuove leggi approvate dal suo parlamento non avevano mire contrarie ad altri paesi. Guglielmo lasciò l'incontro di Kronberg convinto di essere riuscito a convincere gli inglesi del fatto che le posizioni tedesche erano ben lontane dal conflitto.
Una serie di incidenti aumentarono le tensioni inglesi. Nell'autunno del 1908, l'attaché navale inglese a Berlino riportò che la Germania stava costruendo navi da battaglia extra rispetto al proprio piano; in realtà, l'armatore Schichau-Werke aveva chiesto al governo la produzione di più navi per poter far lavorare i suoi operai a Danzica (oggi in Polonia). Il 28 ottobre, dunque, The Daily Telegraph pubblicò quella che venne descritta come un'intervista al kaiser. Il Telegraph inviò il pezzo a Guglielmo per l'approvazione, che a sua volta lo passò al cancelliere von Bülow, che a sua volta lo passò al Ministro degli Esteri, che (almeno in apparenza) non si preoccupò di rispondere. el pezzo pubblicato infine, Guglielmo appariva, nelle parole della storica Margaret MacMillan, "piangersi addosso ed accusatorio nel contempo", nell'affermare che gli inglesi fossero "pazzi, pazzi, pazzi come un temporale marzolino" in quanto non avevano compreso che la Germania era una loro buona alleata e che gli armamenti navali non erano diretti contro di loro, ma contro il Giappone. L'affare del Daily Telegraph come divenne noto ben presto il caso, venne preso seriamente nel Regno Unito come prova del fatto che l'instabilità mentale di Guglielmo stesse tramando qualche sinistro piano ai danni degli inglesi. Ad ogni modo, l'effetto più devastante, l'articolo lo ebbe in Germania, dove la maggior parte della popolazione era incredula che il proprio sovrano avesse fatto una tale uscita su un quotidiano, i nazionalisti ed i conservatori erano infuriati dalle dichiarazioni di amicizia di Guglielmo nei confronti della Gran Bretagna, ed i politici di sinistra erano convinti che il Reichstag avesse bisogno di avere un maggior controllo sul kaiser. Guglielmo ed il trono ne uscirono pesantemente indeboliti ed il kaiser cadde in una profonda depressione. Guglielmo non perdonò mai a von Bülow di non essersi occupato della pubblicazione e questo fu uno dei fattori che contribuirono al suo licenziamento nel luglio del 1909.

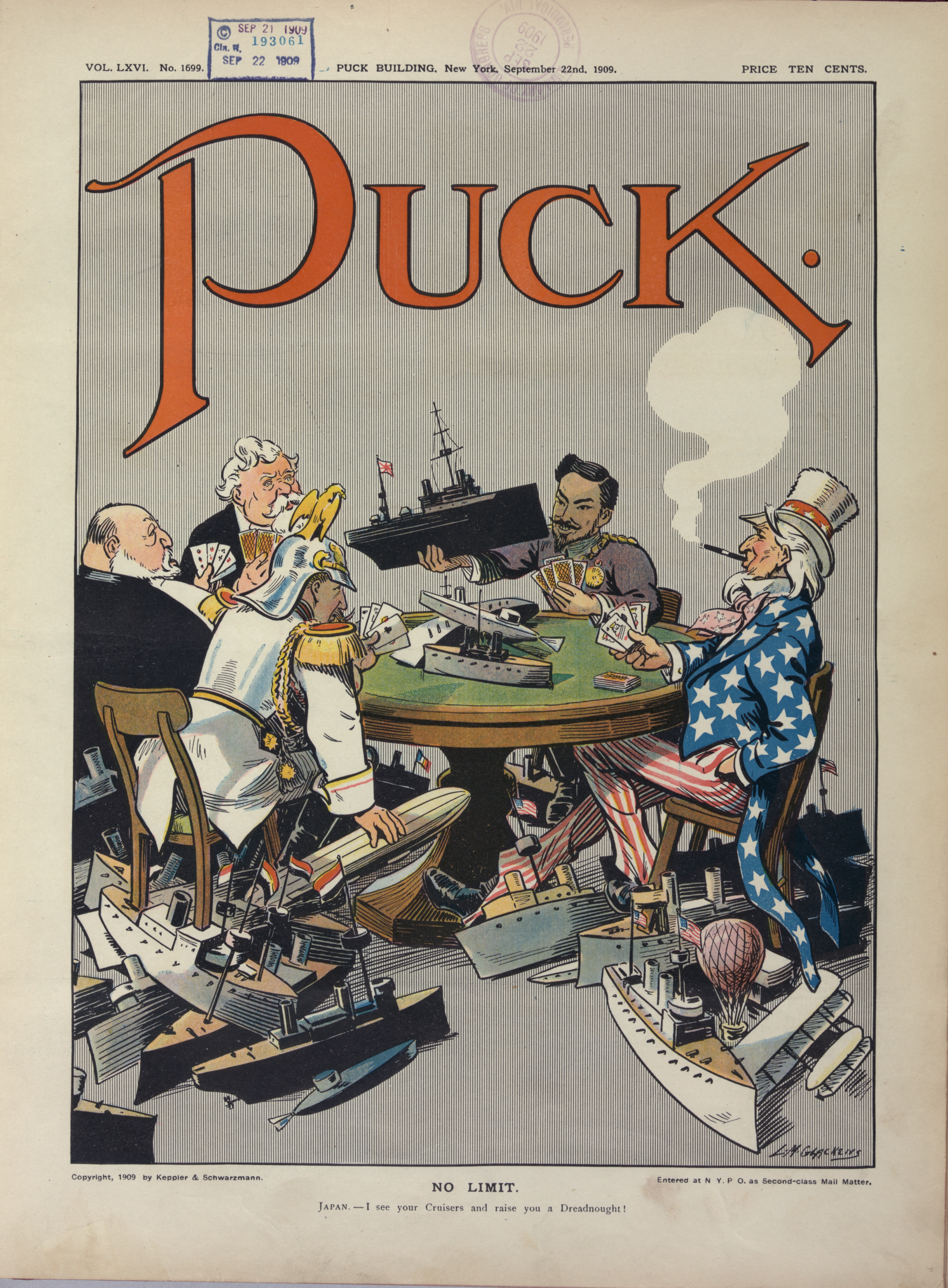
Vignetta del 1909 apparsa su Puck che mostra le cinque nazioni coinvolte nella corsa agli armamenti navali

Dopo l'approvazione delle leggi in Germania, l'ammiragliato inglese abbandonò la sua idea di ridurre i costi militari e, nel dicembre del 1908, propose di costruire almeno altre sei dreadnoughts. L'opposizione nel gabinetto di governo si rivolse ai costi, in particolare da parte del cancelliere dello scacchiere David Lloyd George e del President of the Board of Trade Winston Churchill, dal momento che entrambi vedevano le spese militari come una minaccia alle riforme liberali del welfare promesse dallo stesso Partito Liberale. Lloyd George avvisò il primo ministro Asquith che i liberali si sarebbero rivoltati alla proposta di una spesa stimata di 38.000.000 di sterline per il potenziamento della marina. Ad ogni modo, l'opposizione conservatrice, la Navy League, e l'industria bellica inglese si dimostrarono favorevoli alla spesa. Al sentimento popolare si aggiunse il supporto di re Edoardo VII che sostenne la creazione di altre otto dreadnoughts. Un ministro conservatore coniò lo slogan popolare We want eight and we won't wait! ("Ne vogliamo otto e non vogliamo aspettare!"),
In risposta a questo potenziamento, Asquith trovò un compromesso nel febbraio del 1909 per produrre quattro dreadnoughts durante quell'anno finanziario, ed altre quattro dalla primavera del 1910 se necessario. Col supporto dei liberali, il governo sconfisse la mozione di sfiducia mossa dai conservatori. Lloyd George aggiunse la proposta delle quattro ulteriori dreadnoughts nel suo "People's Budget" alla fine di aprile del 1909, che venne rigettata nel novembre del 1909 alla Camera dei Lords che si era sentita oltraggiata dalla revisione della spesa sanitaria. Asquith dissolse il parlamento per permettere nuove elezioni nel gennaio del 1910, costituendo un nuovo governo con l'Irish Parliamentary Party.

### La fine della corsa agli armamenti (1912–1914)
Nel 1912, il cancelliere tedesco Theobald von Bethmann-Hollweg pose fine alla corsa agli armamenti. Il suo intento era quello di assicurarsi che gli inglesi avessero compreso a sufficienza che la Germania non era tanto isolata in Europa come appariva e che una sua mobilitazione generale avrebbe potuto essere dannosa al Regno Unito stesso. L'espansione militare russa del resto aveva costretto i tedeschi a rivedere le loro priorità sull'esercito e meno sulla marina. L'iniziativa di condurre la Missione Haldane costrinse la Germania ad accettare la superiorità navale degli inglesi a patto che la Gran Bretagna si astenesse dall'entrare in guerra con la Germania e che non la definisse uno stato aggressore. La proposta venne rigettata in quanto sentita troppo poco conveniente all'Inghilterra, anche se il segretario di stato per gli affari esteri inglese Sir Edward Grey propose una politica meno coercitiva nei confronti della Germania.
Dal 1913, in Inghilterra si sviluppò un intenso dibattito interno per le nuove navi da costruire e sul ruolo dell'assetto finanziario nazionale. È generalmente accettato dagli storici che dalla prima metà del 1914 i tedeschi avessero adottato una nuova politica per costruire sottomarini anziché dreadnoughts e distruttori, abbandonando almeno apparentemente la corsa agli armamenti, dal momento che tale politica venne mantenuta segreta alle altre potenze. All'inizio della prima guerra mondiale, la Gran Bretagna poteva contare su 49 navi da guerra contro le 29 tedesche.
| Nazione                                        | Personale | Vascelli di grande taglia (dreadnoughts) | Tonnellate |
| ---------------------------------------------- | --------- | ---------------------------------------- | ---------- |
| Russia                                         | 54.000    | 4                                        | 328.000    |
| Francia                                        | 68.000    | 10                                       | 731.000    |
| Regno Unito                                    | 209.000   | 29                                       | 2.205.000  |
| Totale                                         | 331.000   | 43                                       | 3.264.000  |
| Germania                                       | 79.000    | 17                                       | 1.019.000  |
| Austria-Ungheria                               | 16,000    | 3*                                       | 249,000    |
| Totale                                         | 95.000    | 20                                       | 1.268.000  |
| Totale complessivo                             | 426.000   | 63                                       | 4.532.000  |
| *la quarta non era ancora stata commissionata. |           |                                          |            |